# Palazzo dell'ex Unione Militare
Il Palazzo dell'Ex Unione Militare è un palazzo di Roma situato all'angolo tra via del Corso e via Tomacelli nel rione Campo Marzio (Municipio Roma I).

## Storia
Il palazzo è stato edificato nel '900 come sede dell'Unione Militare, azienda specializzata nelle forniture di uniformi e accessori per le forze armate italiane.
Il gruppo Benetton, dopo aver acquistato l'immobile da Poste italiane, ha commissionato il suo restauro all'architetto Massimiliano Fuksas, che nel 2013 ha montato sul tetto dell'edificio una "lanterna" di grandi lastre di vetro. Lo stesso anno, Benetton vende il palazzo a H&M, che ivi apre il più esteso negozio della catena in Italia.

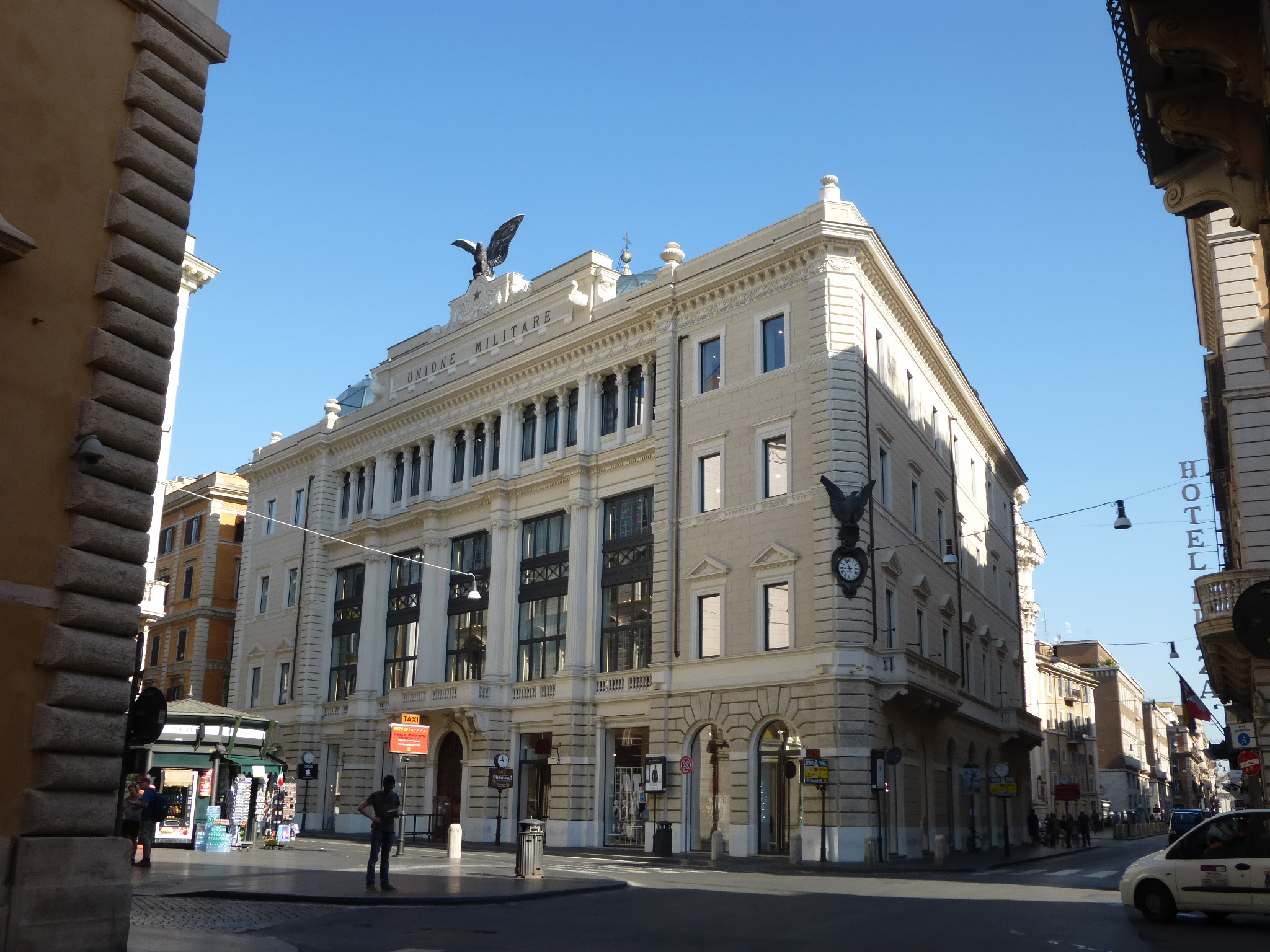
L'edificio nel 2013 dopo il restauro di Fuksas

L'interno della lanterna è stato usato come sede del quartier generale all'interno del reality game di Amazon Prime Video "Celebrity Hunted - Caccia all'uomo".